# Черкасское муниципальное образование
Черкасское муниципальное образование — сельское поселение в Вольском районе Саратовской области Российской Федерации.
Административный центр — село Черкасское.

## История
Статус и границы сельского поселения установлены Законом Саратовской области от 27 декабря 2004 года № 86-ЗСО «О муниципальных образованиях, входящих в состав Вольского муниципального района».

## Население
| 2009  | 2010  | 2011  | 2012  | 2013  | 2014  | 2015  |
| ----- | ----- | ----- | ----- | ----- | ----- | ----- |
| 3357  | ↗4194 | ↘4179 | ↘4049 | ↘3977 | ↘3941 | ↘3859 |
| 2016  | 2017  | 2018  | 2019  | 2020  | 2021  |       |
| ↘3847 | ↘3807 | ↘3734 | ↘3659 | ↘3572 | ↘3365 |       |

## Состав сельского поселения
| № | Населённый пункт | Тип населённого пункта       | Население |
| - | ---------------- | ---------------------------- | --------- |
| 1 | Александровка    | село                         | 3         |
| 2 | Калмантай        | село                         | ↘530      |
| 3 | Камышовка        | село                         | 74        |
| 4 | Кизатовка        | село                         | 29        |
| 5 | Лопуховка        | село                         | 3         |
| 6 | Огаревка         | деревня                      | 29        |
| 7 | Спасское         | село                         | ↘301      |
| 8 | Черкасское       | село, административный центр | ↗3977     |